# Jonathan Littell
Jonathan Littell (n. 10 octombrie 1967, New York City, New York, SUA) este un scriitor franco-american. Este cunoscut mai ales pentru romanul Les Bienveillantes (Binevoitoarele), publicat în 2006.

## Viața și cariera
Jonathan Littell provine dintr-o familie evreiască (Lidsky), emigrată din Rusia în SUA la sfârșitul secolului al XIX-lea. Tatăl lui este scriitorul Robert Littell⁠(d).
De la vârsta de trei ani până la cea de 13 ani a trăit și urmat școala în Franța, apoi a continuat-o în SUA, la liceul francez din New York. La vârsta de 16 ani s-a întors în Franța, unde a terminat liceul cu bacalaureatul, în 1985. A revenit în țara natală și a frecventat Universitatea Yale timp de trei ani, obținând diploma numită bachelor's degree, în 1989.
Littell a început încercări literare în ultimul an petrecut la Yale. A scris un scurt roman științifico-fantastic, Bad Voltage (Tensiune rea), publicat în 1989, pe care îl consideră neînsemnat din punct de vedere literar. Apoi l-a cunoscut pe scriitorul William S. Burroughs, care l-a impresionat. A citit operele acestuia, precum și pe ale scriitorilor Sade, Blanchot, Genet, Céline, Bataille și Beckett. Între vârsta de 21 și cea de 25 de ani a tradus din Sade, Blanchot și Genet, din care s-au publicat doar câteva scrisori ale lui Sade, într-o revistă literară. A avut în plan să scrie și o carte în zece volume, din care a scris trei, apoi l-a abandonat.
În 1994, Littell s-a angajat în organizația umanitară internațională Acțiune împotriva Foametei. A participat timp de șapte ani la acțiuni umanitare în Bosnia-Herțegovina, Cecenia, Afganistan, Congo, Sierra Leone și Ruanda, constatând urmările conflictelor armate, inclusiv genocidul. În ianuarie 2001 era șeful unei misiuni a organizației în Cecenia, și echipa lui a ajuns într-o ambuscadă. După aceea a mai activat în calitate de consilier al unor organizații umanitare.
În 2001 s-a retras din activitatea umanitară și a început să se documenteze pentru ceea ce consideră opera lui de debut literar, romanul Binevoitoarele, muncă ce a durat peste un an și jumătate. O primă variantă a romanului scris-o în numai patru luni, dar în total a lucrat la el, pentru a-l finisa, timp de cinci ani, rezultând un volum de peste 900 de pagini. Cartea apărută în 2006 a avut un succes de public deosebit în Franța și a provocat numeroase reacții foarte diverse, de la calificări ca „prima capodoperă a secolului al XXI-lea” la altele ca „marea farsă a secolului al XXI-lea”. În urma publicării romanului, Littell a primit cetățenia franceză, care îi fusese refuzată de două ori, pentru că nu îndeplinea condiția de a locui timp de cel puțin șase luni pe an în Franța. Cetățenia i-a fost acordată în mod excepțional pentru că este vorbitor de limba franceză și pentru „acțiuni meritorii care contribuie la gloria Franței”.
Littell a practicat ocazional și jurnalismul. De exemplu, în 2012 a mers clandestin împreună cu un fotograf în orașul sirian Homs asediat de forțele guvernamentale, unde a stat între 17 ianuarie și 2 februarie, pregătind cinci articole pentru ziarul Le Monde.
Scriitorul a debutat și în cinematografie, ca regizor și scenarist al filmului documentar de lung metraj Wrong Elements (Elemente rele), cu interviuri pe care le-a luat unor foști copii soldați din Uganda. Filmul a fost prezentat în afara concursului la Festivalul Internațional de Film de la Cannes din 2016.
Din 2007, Littell locuiește la Barcelona.

## Luări de poziție
În legătură cu originea sa evreiască, Littell declara în 2008 că pentru el „iudaismul este mai mult un fond istoric”. În același timp, era critic față de politica Israelului aplicată în Cisiordania.
În 2019, scriitorul l-a criticat pe scriitorul și cineastul austriac Peter Handke pentru că fusese de partea Serbiei în Războaiele Iugoslave, comparându-l cu Céline, care a fost antisemit și a colaborat cu ocupanții naziști ai Franței, Littell recunoscând totodată talentul ambilor.
La începutul războiului din Ucraina, în 2022, Littell îi acuza pe „prietenii [lui] de suflet și de spirit” ruși că au „păstrat cel mai adesea tăcerea” față de războaiele duse de Vladimir Putin, și îi îndemna „să doboare acest regim”.

## Opere
Până în 2024, Jonathan Littell a publicat în principal romane, nuvele, povestiri și eseuri:
- 1989 – Bad Voltage (Tensiune rea) – roman științifico-fantastic cyberpunk scris în limba engleză;
- 2006 – Les Bienveillantes (Binevoitoarele[17]) – roman scris sub forma memoriilor unui ofițer SS participant la masacre pe teritoriul ocupat de către naziști în Uniunea Sovietică, apoi membru în aparatul birocratic care a organizat Holocaustul;
- 2007 – Études (Studii) – patru nuvele scrise între 1992 și 2002;
- 2008 – Le Sec et l'Humide (Cel uscat și cel umed) – eseu scris în 2002, rezultat din documentația pentru Binevoitoarele;
- 2009 – Récit sur rien (Povestire despre nimic);
- 2009 – Tchétchénie, An III (Cecenia, anul III) – eseu;
- 2010 – En pièces (În bucăți) – eseu;
- 2010 – Triptyque. Trois études sur Francis Bacon (Triptic. Trei studii despre Francis Bacon);
- 2012 – Carnets de Homs (Carnete din Homs) – notele lui Littell din timpul șederii sale în Homsul asediat;
- 2012 – Une vieille histoire (O poveste veche) – roman construit sub forma a două povestiri;
- 2018 – Une vieille histoire. Nouvelle version (O poveste veche. Versiune nouă) – roman construit sub forma a șapte povestiri;
- 2022 – De l'agression russe. Écrits polémiques (Despre agresiunea rusă. Scrieri polemice);
- 2023 – Un endroit inconvénient (Un loc oribil) – eseu în colaborare cu Antoine d'Agata⁠(d) despre atrocitățile comise în Ucraina.

### Adaptări
- În iulie 2009, la Festivalul de la Avignon s-a prezentat spectacolul (A)pollonia al regizorului polonez Krzysztof Warlikowski⁠(d), cu fragmente din romanul Binevoitoarele, împreună cu texte ale altor scriitori[18].
- În 2019 a avut loc la Antwerpen premiera operei compozitorului catalan Hèctor Parra Esteve⁠(d), cu libretul în limba germană după Binevoitoarele, al lui Händl Klaus⁠(d)[19].

### Premii
- Marele premiu pentru roman al Academiei Franceze 2006, pentru Les Bienveillantes[20];
- Premiul Goncourt 2006 pentru Les Bienveillantes[20];
- Premiul Atena pentru literatură 2009, pentru traducerea în limba greacă a Les Bienveillantes[21];
- Premiul Sade⁠(d) 2018 pentru Une vieille histoire. Nouvelle version[22];
- Premiul Renaudot⁠(d) pentru cartea de buzunar 2019, pentru Une vieille histoire. Nouvelle version[22].